# Cryptopelta brevispina
Cryptopelta brevispina is een slangster uit de familie Ophiodermatidae.
De wetenschappelijke naam van de soort werd in 1879 gepubliceerd door Hubert Ludwig.